# Só Pra Contrariar
Só Pra Contrariar o també dits simplement com SPC, és un grup musical brasiler format en 1988 pel cantautor brasiler Alexandre Pires i els seus altres companys, en ells el seu germà Fernando Pires. Els seus estils musicals són Reggae, Pagode, Salsa, merengue i Samba reggae, encaixant amb la música brasilera i el seu ritme. Els va arribar l'èxit quan van publicar la cançó Cuando Acaba el Placeri van signar el seu primer contracte amb BMG.

## Biografia
En 1989 va aparèixer un gran ressorgiment del samba en el Brasil, però amb un nom més genèric i que incloïa a un nombre més gran de grups ritmes i fusions.
Un dels grups que van encapçalar aquest moviment va ser Só Pra Contrariar. Aquest grup està encapçalat per Alexandre Pires, vocalista, guitarrista i líder del grup, al qual hem d'afegir un tàndem de primers instrumentistes com Serginho Salles en la secció de tecles, Luisinho Vital al baix, Hamilton Faria al saxo, Fernando Pires a la bateria, i en la secció de percussió Juliano Pires, Luis Fernando, i Rogerio Viana.
La formació va aconseguir signar amb BMG internacional i entre les seves moltes col·laboracions cal destacar la de Gloria Estefan en la cançó Santo Santo, una inspiració i qualitat llatina. Van tenir diversos àlbums durant els anys 90's però el cinquè disc que van tenir, llançat en 1997, va ajudar al fet que la banda guanyés el disc triple de diamants amb 3 milions de còpies venudes.
Van gravar el seu primer disc en castellà en 1998, amb 700.000 còpies venudes. Amb aquest disc van ser famosos gràcies a la cançó Cuando Acaba el Placer i amb aquest van guanyar diversos premis mundials. A l'any següent publiquen el segon àlbum en espanyol Juegos de Amor.

## Discografia

### Àlbums d'estudi
- 1993: Que Se Chama Amor - 500.000 còpies[4]
- 1994: Meu Jeito de Ser - 800.000 còpies[5]
- 1995: O Samba Não Tem Fronteiras - 1.200.000 còpies[6]
- 1997: Depois do Prazer - 4.200.000 còpies[7]
- 1999: Interfone - 1.800.000 còpies[8]
- 2000: Bom Astral - 2.800.000 còpies[9]
- 2000: Santo Santo - 3.200.000[10]
- 2003: Produto Nacional I - 2.500.000 còpies[11]
- 2004: Produto Nacional II - 1.800.000 còpies[12]
- 2007: Seguindo Em Frente - 1.500.000 còpies[13]

### Àlbumes en directe
- 1996: Só Pra Contrariar Futebol Clube - SPC Ao Vivo - 350.000 còpies
- 2001: Só Pra Contrariar: Acústico - 200.000 còpies

### Senzills
| Any  | Cançó                                                          | Àlbum                                         |
| ---- | -------------------------------------------------------------- | --------------------------------------------- |
| 1993 | Que Se Chama Amor                                              | Que Se Chama Amor                             |
| 1993 | A Barata                                                       | Que Se Chama Amor                             |
| 1993 | Domingo                                                        | Que Se Chama Amor                             |
| 1993 | Out Door                                                       | Que Se Chama Amor                             |
| 1994 | Meu Jeito de Ser                                               | Meu Jeito de Ser                              |
| 1994 | Essa Tal Liberdade                                             | Meu Jeito de Ser                              |
| 1994 | É Bom Demais                                                   | Meu Jeito de Ser                              |
| 1994 | Primeiro Amor                                                  | Meu Jeito de Ser                              |
| 1994 | O Amor, Você e Eu                                              | Meu Jeito de Ser                              |
| 1994 | Você Vai Voltar Pra Mim                                        | Meu Jeito de Ser                              |
| 1995 | Tão Só                                                         | O Samba não Tem Fronteiras                    |
| 1995 | Nunca Mais Te Machucar                                         | O Samba não Tem Fronteiras                    |
| 1995 | Dói Demais                                                     | O Samba não Tem Fronteiras                    |
| 1995 | Nosso Sonho Não É Ilusão                                       | O Samba não Tem Fronteiras                    |
| 1996 | O Samba Não Tem Fronteiras                                     | Só pra Contrariar Futebol Clube - SPC ao Vivo |
| 1997 | Depois do Prazer                                               | Depois do Prazer                              |
| 1997 | Mineirinho                                                     | Depois do Prazer                              |
| 1997 | Quando é Amor                                                  | Depois do Prazer                              |
| 1998 | Tá Por Fora                                                    | Depois do Prazer                              |
| 1998 | Você de Volta                                                  | Depois do Prazer                              |
| 1998 | Minha Metade                                                   | Depois do Prazer                              |
| 1998 | Amor Verdadeiro                                                | Depois do Prazer                              |
| 1999 | Sai da Minha Aba                                               | Interfone                                     |
| 1999 | Interfone                                                      | Interfone                                     |
| 1999 | Machuca Demais                                                 | Interfone                                     |
| 2000 | Santo Santo                                                    | Santo Santo                                   |
| 2000 | Você Virou Saudade                                             | Bom Astral                                    |
| 2000 | Quem Dera                                                      | Bom Astral                                    |
| 2000 | Teu Olhar                                                      | Bom Astral                                    |
| 2001 | Vem me Livrar Desse Abandono                                   | Bom Astral                                    |
| 2001 | Final feliz (part. Caetano Veloso                              | Só pra Contrariar - Acústico                  |
| 2003 | Minha fantasia                                                 | Produto Nacional I                            |
| 2003 | A Rede                                                         | Produto Nacional I                            |
| 2003 | Reconciliação                                                  | Produto Nacional I                            |
| 2004 | Ela é Jogo Duro                                                | Produto Nacional II                           |
| 2004 | Do Jeito Q’ Eu Gosto                                           | Produto Nacional II                           |
| 2007 | Pra Ficar Contigo                                              | Seguindo em Frente                            |
| 2007 | Nascí Para Te Amar                                             | Seguindo em Frente                            |
| 2010 | Você Vai Voltar Pra Mim/ Vida Colorida (Part. Saulo Fernandes) | Só pra Contrariar: Simbora Meu Povo - Ao Vivo |

## Formació

### Membres
- Fernando Pires - bateria
(1988-present)

### Ex-membres
- Alexandre Pires - veu
(1988-2000)
- Juliano - percussió
(1988-2005)
- Rogério - Cello
(1988-2005)
- Serginho - Teclats
(1988-2005)
- Hamilton - Saxofon
(1988-2005)
- Luiz Fernando - Pandereta
(1988-2005)
- Alexandre Popó - Surdo
(1988-2005)
- Luis Antônio - Viola, Guitarra
(1988-2005)
- Luisinho Vital - Baix
(1988-2005)